# Championnat de Macao de football 2010
Navigation
Saison précédente Saison suivante
La saison 2010 du Championnat de Macao de football est la soixante-et-unième édition du Campeonato da Primeira Divisão, le championnat de première division à Macao. Les dix meilleures équipes macanaises sont regroupées au sein d’une poule unique où elles ne s’affrontent qu'une seule fois au cours de la saison. En fin de saison, les deux derniers du classement sont relégués et remplacés par les deux meilleures équipes de deuxième division.
C'est le Windsor Arch Ka I qui est sacré cette saison après avoir terminé en tête du classement, avec cinq points d'avance sur l'un des promus de Segunda Divisão, le FC Porto de Macau. Il s’agit du tout premier titre de champion de Macao de l’histoire du club, qui réussit le doublé en s'imposant en finale de la Coupe de Macao face à Grupo Desportivo de Lam Pak.
Les deux clubs suspendus la saison dernière (le Clube Desportivo Monte Carlo et Va Luen) font leur retour en championnat cette saison. La sélection des moins de 23 ans de Macao est remplacée par celle des moins de 18 ans, qui prend pour l'occasion le nom de MFA Development.

## Les clubs participants
- Grupo Desportivo de Lam Pak
- PSP Macao
- Hoi Fan
- Va Luen
- Clube Desportivo Monte Carlo
- Grupo Desportivo Artilheiros
- MFA Development
- Windsor Arch Ka I
- Kuan Tai - Promu de Segunda Divisão
- FC Porto de Macau - Promu de Segunda Divisão

## Compétition
Le barème utilisé pour établir le classement est le suivant :
- Victoire : 3 points
- Match nul : 1 point
- Défaite : 0 point

### Classement
| Rang | Équipe                       | Pts | J | G | N | P | Bp | Bc | Diff |
| ---- | ---------------------------- | --- | - | - | - | - | -- | -- | ---- |
| 1    | Windsor Arch Ka IC           | 25  | 9 | 8 | 1 | 0 | 28 | 8  | +20  |
| 2    | FC Porto de MacauP           | 20  | 9 | 6 | 2 | 1 | 23 | 13 | +10  |
| 3    | Grupo Desportivo de Lam PakT | 19  | 9 | 6 | 1 | 2 | 21 | 12 | +9   |
| 4    | Clube Desportivo Monte Carlo | 16  | 9 | 4 | 4 | 1 | 18 | 15 | +3   |
| 5    | PSP Macao                    | 13  | 9 | 4 | 1 | 4 | 17 | 7  | +10  |
| 6    | Grupo Desportivo Artilheiros | 10  | 9 | 3 | 1 | 5 | 12 | 17 | -5   |
| 7    | MFA Development              | 10  | 9 | 3 | 1 | 5 | 21 | 17 | +4   |
| 8    | Hoi Fan                      | 8   | 9 | 2 | 2 | 5 | 23 | 30 | -7   |
| 9    | Kuan TaiP                    | 4   | 9 | 0 | 4 | 5 | 11 | 28 | -17  |
| 10   | Va Luen                      | 1   | 9 | 0 | 1 | 8 | 6  | 33 | -27  |

|  | Champion de Macao 2010                                                              |
|  | Relégation directe en Segunda Divisão                                               |
|  | T : Tenant du titre C : Vainqueur de la Coupe de Macao P : Promu de Segunda Divisão |

### Résultats
| Résultats (▼dom., ►ext.) | ART | HOF | KAI | KUT | LPK | MFA | MOC | POL | POM | VAL |
| GD Artilheiros           |     |     |     |     | 1-2 |     | 2-2 | 0-2 |     | 2-1 |
| Hoi Fan                  | 6-4 |     | 1-4 | 3-3 | 3-4 | 2-3 |     |     | 2-7 |     |
| Windsor Arch Ka I        | 2-0 |     |     | 1-1 |     |     |     | 1-0 |     |     |
| Kuan Tai                 | 0-2 |     |     |     | 2-4 |     | 1-2 | 0-9 | 0-0 | 4-4 |
| GD Lam Pak               |     |     | 1-2 |     |     |     | 1-1 | 1-0 | 2-3 |     |
| MFA Development          | 0-1 |     | 3-5 | 1-1 | 0-1 |     | 6-1 | 0-1 |     |     |
| CD Monte Carlo           |     | 4-1 | 3-3 |     |     |     |     |     | 1-1 | 2-0 |
| PSP Macao                |     | 1-1 |     |     |     |     | 0-2 |     | 0-2 |     |
| FC Porto de Macau        | 2-0 |     | 0-5 |     |     | 4-3 |     |     |     |     |
| Vá Luen                  |     | 0-4 | 0-3 |     | 0-5 | 1-5 |     | 0-4 | 0-4 |     |

## Bilan de la saison
| Championnat de Macao de football 2010 |                               |
| Champion                              | Windsor Arch Ka I (1er titre) |
| Coupes et trophées                    |                               |
| Vainqueur de la Coupe de Macao 2010   | Windsor Arch Ka I             |
| Qualifications continentales          |                               |
| Coupe du président de l'AFC 2011      | Aucun                         |
| Promotions et relégations             |                               |
| Promus en Primeira Divisão            | Hong Ngai                     |
| Promus en Primeira Divisão            | Lam Ieng                      |
| Relégués en Segunda Divisão           | Kuan Tai                      |
| Relégués en Segunda Divisão           | Va Luen                       |